# A ragadozó aranya
A ragadozó aranya (Predator's Gold) a Ragadozó városok krónikája sorozat második része, amelyet Philip Reeve brit író írt. Magyarországon először 2019-ben jelent meg, Acsai Roland fordításában.

## Magyarul
- A ragadozó aranya. A hajsza folytatódik. A Ragadozó városok krónikája második kötete; ford. Acsai Roland; Cartaphilus, Bp., 2019

## Fordítás
- Ez a szócikk részben vagy egészben  a   Predator's Gold című angol Wikipédia-szócikk fordításán alapul.  Az eredeti cikk szerkesztőit annak laptörténete sorolja fel. Ez a jelzés csupán a megfogalmazás eredetét és a szerzői jogokat jelzi, nem szolgál a cikkben szereplő információk forrásmegjelöléseként.